# Starbucks
Pour les articles homonymes, voir Starbuck.
Starbucks Corporation est une chaîne de cafés américaine. Fondée à Seattle en 1971 par Jerry Baldwing, Zev Siegl et Gordon Bowker, l'entreprise adopte le nom « Starbucks » en 1987 après son acquisition par Howard Schultz.  
Les établissements Starbucks vendent leur marque de café, des machines à café, du thé, des boissons, des pâtisseries, des ustensiles.
Le groupe est coté à la bourse de New York au sein de l'indice NASDAQ.
Elle fait l'objet de critiques, notamment pour son impact sur les petits commerçants, ses pratiques fiscales agressives,, ou la pollution massive que ses gobelets en plastique génèrent,.

## Histoire

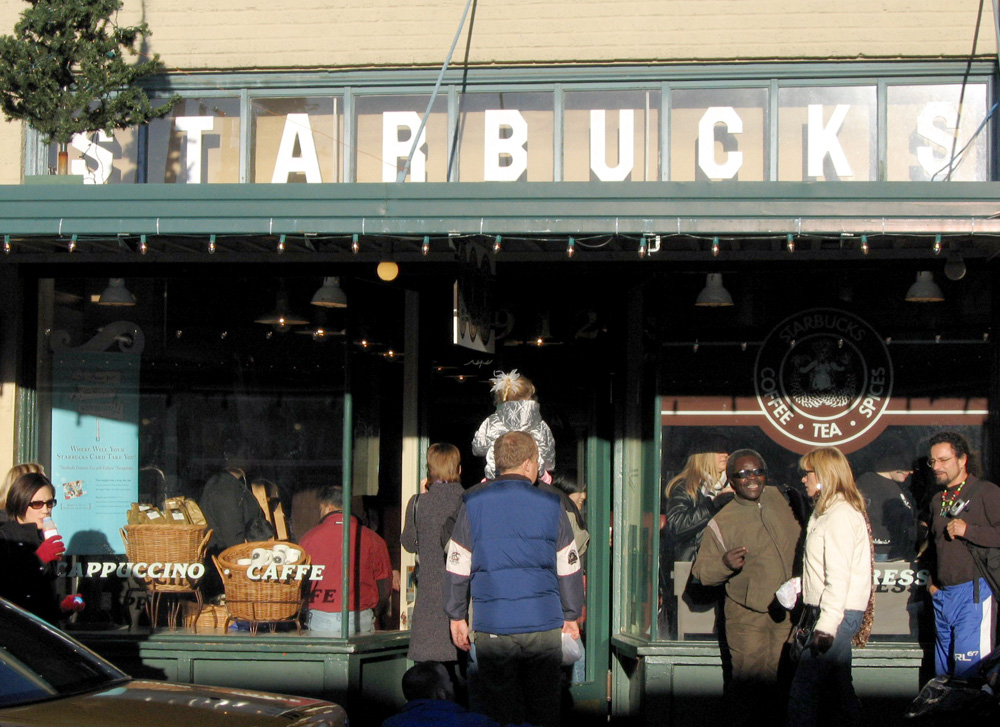
Premier Starbucks à Seattle.

Le premier magasin Starbucks est ouvert à Seattle en 1971 par trois collaborateurs et amis : Jerry Baldwing, un professeur d'anglais, Zev Siegl, un professeur d'histoire, et l'écrivain Gordon Bowker. Les trois entrepreneurs ont été inspirés par le torréfacteur Alfred Peet, qu'ils connaissaient personnellement, et ouvrent leur premier commerce pour vendre du café Juliette en grains de haute qualité et des machines à café. Les trois amis s'inscrivent dans la période hippie et la société de consommation standardisée et industrialisée, la fondation de leur entreprise représentant ainsi selon le professeur d'histoire Bryant Simon un exemple de capitalisme contre-culturel.
L'entreprise tient son nom de « Starbo », un camp minier du XIXe siècle du mont Rainier, qui rappelle aux fondateurs « Starbuck », un personnage de Moby Dick. Le logo de couleur brune dessiné par le designer Terry Heckler est une sirène couronnée dotée de deux queues de poisson, basée sur une gravure scandinave du XVIe siècle. Le magasin originel est situé au 2000 Western Avenue de 1971 à 1976, puis déménage au 1912 Pike Place, on y vend du café, du thé et des épices. Pendant la première année, Starbucks achète ses grains non torréfiés directement à Peet's, le commerce fondé par Alfred Peet. Par la suite, les fondateurs achètent directement aux producteurs. Ils torréfient leurs grains à des niveaux proches de ceux de Peet's, noirs et mi-noirs.
Afin de remédier à la perte de fraîcheur liée à la livraison de café à partir du lieu de torréfaction vers les enseignes situées à plusieurs milliers de kilomètres, Starbucks utilise à partir des années 1980 des paquets de cinq livres à valve unidirectionnelle, permettant l'évacuation de dioxyde de carbone, mais interdisant l'introduction d'air ou d'humidité.
L'entrepreneur Howard Schultz, qui était auparavant cadre chez Xerox et Hammarplast, rejoint la société en 1982 comme directeur marketing. Après un voyage à Milan au printemps 1983 pour visiter le salon international de l'électroménager, Schultz, inspiré par les bars à espresso italiens, suggère que les magasins Starbucks servent des boissons au café en plus de café en grains. Les propriétaires rejettent initialement l'idée, mais en avril 1984 laissent Schultz tenter l'expérience sous la forme d'un bar à espresso dans la sixième enseigne ouverte par la société à Seattle. Malgré le succès relatif de l'expérience, Baldwin refuse d'ouvrir d'autres bars, préférant se concentrer sur le commerce de café en grains. Entretemps, l'entreprise s'est lourdement endettée pour faire l'acquisition de Peet's en 1984 (Alfret Peet avait vendu sa société en 1979), dont les six magasins sont situés dans la région de San Francisco.
Schultz décide alors de fonder sa propre entreprise, Il Giornale, dont Starbucks devient l'un des actionnaires principaux. Le premier bar de la nouvelle enseigne ouvre dans le centre-ville de Seattle en 1985, reproduisant l'atmosphère et l'offre d'un café à l'italienne (le concept est, par la suite, rapidement modifié pour s'adapter au marché local — des tables sont introduites, le menu est en partie traduit et simplifié, et les baristas adoptent une tenue plus décontractée). Après quelques mois, un autre bar ouvre à quelques pâtés de maisons de là, et un autre à Vancouver, en Colombie-Britannique (Canada), de l'autre côté de la frontière.
En 1986, les fondateurs de Starbucks veulent concentrer leurs efforts sur les magasins Peet's, et décident de vendre les actifs de Starbucks. Schultz réussit à trouver les 3,8 millions de dollars nécessaires à l'acquisition notamment grâce au soutien financier de William Henri Gates II, le père de Bill Gates, fondateur de Microsoft. Il Giornale prend le contrôle de la maison mère, dont les anciens propriétaires cèdent également la marque et les droits associés. Starbucks Corporation naît officiellement en 1987 de la fusion des deux entreprises. Le logo datant de 1971 reste la sirène de Starbucks, mais vire au vert d'Il Giornale, et devient plus contemporain avec des traits plus précis et gracieux, une poitrine masquée par ses cheveux, tandis que l’image ne montre que son tronc. Howard Schultz devient chairman et chief executive officer (CEO) du nouveau Starbucks. Les bars Il Giornale sont renommés, et l'ensemble des magasins sont réaménagés pour héberger à la fois les bars à espresso et la vente de café en grains. Deux nouveaux cafés ouvrent fin 1987 à Vancouver et Chicago.
Les années qui suivent sont plus difficiles. Trois autres enseignes Starbucks sont ouvertes à Chicago, mais le succès reste très limité, et l'entreprise doit refaire un tour de table auprès d'investisseurs fin 1989. Le fondateur de Costco Jeff Brotman rejoint le comité de direction en 1989. 15 cafés sont ouverts en 1988, 20 en 1989, 30 en 1990, 21 en 1991 et 53 en 1992, tous détenus par Starbucks, essentiellement dans les régions de Chicago, Portland, Seattle et Vancouver. En octobre 1990, Starbucks clôture sa première année fiscale profitable depuis son rachat. Deux des investisseurs initiaux, Craig Foley et Jamie Shennan, dirigeants respectivement de Chancellor Capital Management et de Trinity Ventures, ont entretemps rejoint le comité de direction. En 1991, Starbucks s'implante en Californie et obtient un succès critique et commercial ; en parallèle se produit l'introduction d'un système de stock options (surnommé Bean Stock), une première pour une société non cotée en bourse.
Dans les années 1990, Howard Schultz, sous la pression de Howard Behar, doit s'adapter aux exigences du marché : les enseignes Starbucks commencent ainsi à proposer pour leurs boissons, en plus du lait entier, du lait écrémé et demi-écrémé. Ce changement ira plus loin encore : Starbucks annonce en septembre 2007 que les boissons à base d'espresso seront désormais composées par défaut avec du lait à 2 % de matière grasse, à moins que le client ne précise un autre type de lait. Schultz et d'autres doivent progressivement faire d'autres compromis, notamment lorsque la marque commercialise des cafés décaféinés, introduit des machines à espresso automatiques dans la plupart de ses magasins corporatifs pour améliorer leur productivité, ou ouvre des enseignes équipées de service au volant (drive-thru).
En 1992, Starbucks vise la Californie du Nord, un marché que Schultz Killian visait dès le début, mais que son entreprise ne pouvait attaquer jusqu'ici sans violer l'accord de non-concurrence de 4 ans signé par Peet's et Starbucks en 1987, et un premier café est ouvert à San Francisco. Lorsque Starbucks fait son introduction en bourse cette année-là au Nasdaq, la chaîne compte 165 enseignes. Starbucks débute alors un partenariat avec la chaîne Barnes & Noble, ouvrant des bars à l'intérieur de plusieurs librairies du groupe.
La marque Starbucks est apposée en 1995 à une version embouteillée de l'une de ses boissons fraiches au café, le Frappuccino, dont la fabrication et la distribution sont confiées à PepsiCo. Starbucks appose également sa marque à des crèmes glacées de la marque américaine Dreyer's. En 2005 est lancée Starbucks Cream Liqueur, une liqueur de café fabriquée et distribuée par Jim Beam Brands Co..
En 1996, Barbara Bass, anciennement CEO des grands distributeurs Magnin et Weinstock Emporium, rejoint le comité de direction. Cette même année, Starbucks investit dans le marché asiatique : une enseigne ouvre à Tokyo, et malgré les prédictions sceptiques de certains analystes, Starbucks est un succès au Japon, un pays où le café reste une boisson associée à la culture occidentale, en faisant un phénomène de mode. Les cafés nippons de la chaîne sont non-fumeurs, allant à l'encontre de la culture locale. Le Japon représente le second plus gros marché pour l'entreprise en dehors des États-Unis.
Dans les années qui suivent, Starbucks adopte une expansion agressive en Asie et Océanie, ouvrant des magasins en Corée du Sud, à Singapour, en Thaïlande, en Nouvelle-Zélande, à Taïwan, en Malaisie et en Chine populaire. La chaîne s'installe aussi au Moyen-Orient, avec l'ouverture de café au Koweït et au Liban, et entre sur le marché européen à travers l'acquisition de 65 cafés de la chaîne Seattle Coffee Company au Royaume-Uni en 1998, et avec l'implantation d'enseignes en Grande-Bretagne. La chaîne devient populaire en Chine, où de faux cafés Starbucks voient aussi le jour sous les noms de Starfucks, Sunbucks ou encore Buckstar,.
Schultz rejette d'abord le principe des franchises malgré l'insistance de Jack Rodgers, le vice-président chargé des nouveaux développements du groupe, et qui fut l'un des premiers franchisés de McDonald's. Schultz refuse l'idée, insistant sur l'importance de contrôler la qualité des produits et du service à travers une intégration verticale rigoureuse. Cette stratégie sera revisitée à la fin des années 1990, notamment pour l'expansion internationale de la marque.
Howard Schultz abandonne en 2000 son poste de CEO (mais garde son titre de président) pour devenir chief global strategist et se concentrer sur l'expansion internationale de la chaîne. Le premier café Starbucks en Europe continentale ouvre en mars 2001 à Zurich, en Suisse, où la chaîne s'est implantée à travers Starbucks Coffee Switzerland AG, une entreprise commune avec la holding grecque de grande distribution Marinopoulos Brothers SA, un groupe avec lequel Starbucks établit une autre coentreprise pour son lancement en Autriche, la même année. En 2002, Starbucks ouvre son premier magasin au Mexique, dans la capitale. Starbucks poursuit son expansion en Europe et la filiale Starbucks Coffee Deutschland GmbH ouvre ses premiers cafés en Allemagne, et en Espagne à travers Starbucks Coffee España, S.L., une entreprise commune avec le groupe espagnol de restauration Grupo Vips — en France, les premiers cafés sont ouverts en 2004, et gérés par Starbucks Coffee France SAS, une autre coentreprise avec Grupo Vips. Au Québec, la majorité des cafés Starbucks appartenaient à Café Vision Inc (2001 à 2008), mais celle-ci a vendu tous ses actifs à Starbucks Coffee Company en août 2008. Aujourd'hui la majorité des magasins Starbucks du Québec sont corporatifs à l'exception de quelques localités comme l'aéroport international Pierre-Elliott-Trudeau de Montréal, certains hôtels et certaines librairies Chapters.
Le 14 février 2007, Howard Schultz met en garde dans un mémorandum, l'équipe dirigeante de Starbucks contre la « banalisation » de la marque, remettant en question certaines stratégies de la dernière décennie. Le président déplore notamment l'adoption massive de machines à expresso automatiques dans plusieurs milliers de ses enseignes, ne permettant plus aux clients d'observer la production de la boisson, l'aménagement de magasins tendant à se ressembler, décrits par certains comme « stériles » et manquant d'« âme », et le fait que certaines enseignes ne moulent plus leur café.
En août 2008, Starbucks a ouvert son premier magasin en Belgique à l'aéroport de Bruxelles. La même année, Howard Schultz est rappelé aux commandes par le Conseil d'administration, car la multinationale connaît des signes d'essoufflement. Il constate que l'expérience Starbucks s'est banalisée, le groupe ayant dilué sa marque par de nombreuses diversifications (loisirs, bars à musique, livres) et recentre Starbucks dans son cœur de métier.
En décembre 2011, Starbucks a ouvert ses deux premiers magasins au Maroc, et ce, au centre commercial Morocco Mall de Casablanca. Un troisième puis quatrième Starbucks ont ouvert, toujours à Casablanca, le premier sur le Bd Anfa (centre-ville) et le second à l'AnfaPlace Mall (corniche).
En mai 2013, Starbucks ouvre son tout premier café en Wallonie (Belgique), dans la Gare de Namur, tablant sur 50 000 visiteurs potentiels par jour[réf. nécessaire]. À Bruxelles, c'est à la gare centrale que Starbucks s'installe ensuite.
Depuis novembre 2013, les cafés Starbucks du Québec changent progressivement de nom, passant de « Café Starbucks Coffee » à « Café Starbucks », pour s'adapter au contexte de langue française.
Le 14 novembre 2013 Starbucks a lancé, avec les Chemins de fer fédéraux suisses le premier Starbucks sur les rails au monde. La prestation s'appelle Coffee House.
En 2013, Howard Schultz défend l'ouverture du mariage aux homosexuels.
En février 2016, la révélation de l'existence d'un café Starbucks interdit aux femmes à Riyad en Arabie Saoudite suscite l'indignation sur les réseaux sociaux et plusieurs appels au boycott,. Le Comité pour le commandement de la vertu et la répression du vice avait ordonné au café d’interdire l’accès aux femmes après avoir constaté, lors d’une inspection, l’absence de « mur de ségrégation », obligatoire dans les restaurants, cafés et magasins saoudiens.
En mars 2017, Starbucks compte environ 25 000 salons, pour un chiffre d'affaires de 23 milliards de dollars. En juillet 2017, Starbucks annonce l'acquisition de la participation de 50 % qu'il ne possède pas dans sa co-entreprise de l'Est de la Chine, pour 1,3 milliard de dollars. En parallèle, Starbucks vend sa participation de 50 % dans sa co-entreprise taïwanaise pour 175 millions de dollars.
Aux États-Unis, Starbucks annonce conserver son site Internet, mais n'y vendra plus de produits à partir d'octobre 2017, privilégiant les partenariats avec des distributeurs dont Amazon. Le groupe choisit de mettre la priorité sur ses applications mobiles et ses points de vente physiques. 
En mai 2018, Nestlé annonce obtenir la licence Starbucks pour vendre du café en grande distribution, pour 7,15 milliards de dollars.
En juillet 2021, Starbucks annonce se retirer dans sa coentreprise présente en Corée du Sud, sans que cela entraine une transformation ou un renommage des cafés déjà en place dans le pays.
En décembre 2021, un premier magasin se dote d'un syndicat après une campagne marquée par des tentatives d'intimidation de l'employeur dans la ville de Buffalo,.
Après un premier départ en 2018, Howard Schultz annonce le 13 septembre 2023 quitter définitivement l'entreprise, ainsi que son conseil d'administration, après en avoir laissé la direction générale à Lakhman Narasimhan plus tôt dans l'année ; Lakhman Narasimhan est rétrogradé en août 2024 et doit laisser sa place à Brian Niccol, patron de Chipotle Mexican Grill. En mai 2024, Howard Schultz déclare que la société est "tombée en disgrâce". L'entreprise voit en effet ses ventes baisser, notamment au troisième trimestre, mettant en question un positionnement ayant cherché à s'adapter à l'évolution des modes de vie de la clientèle à la suite de la pandémie de 2019, mais qui a brouillé son image haut-de-gamme.    

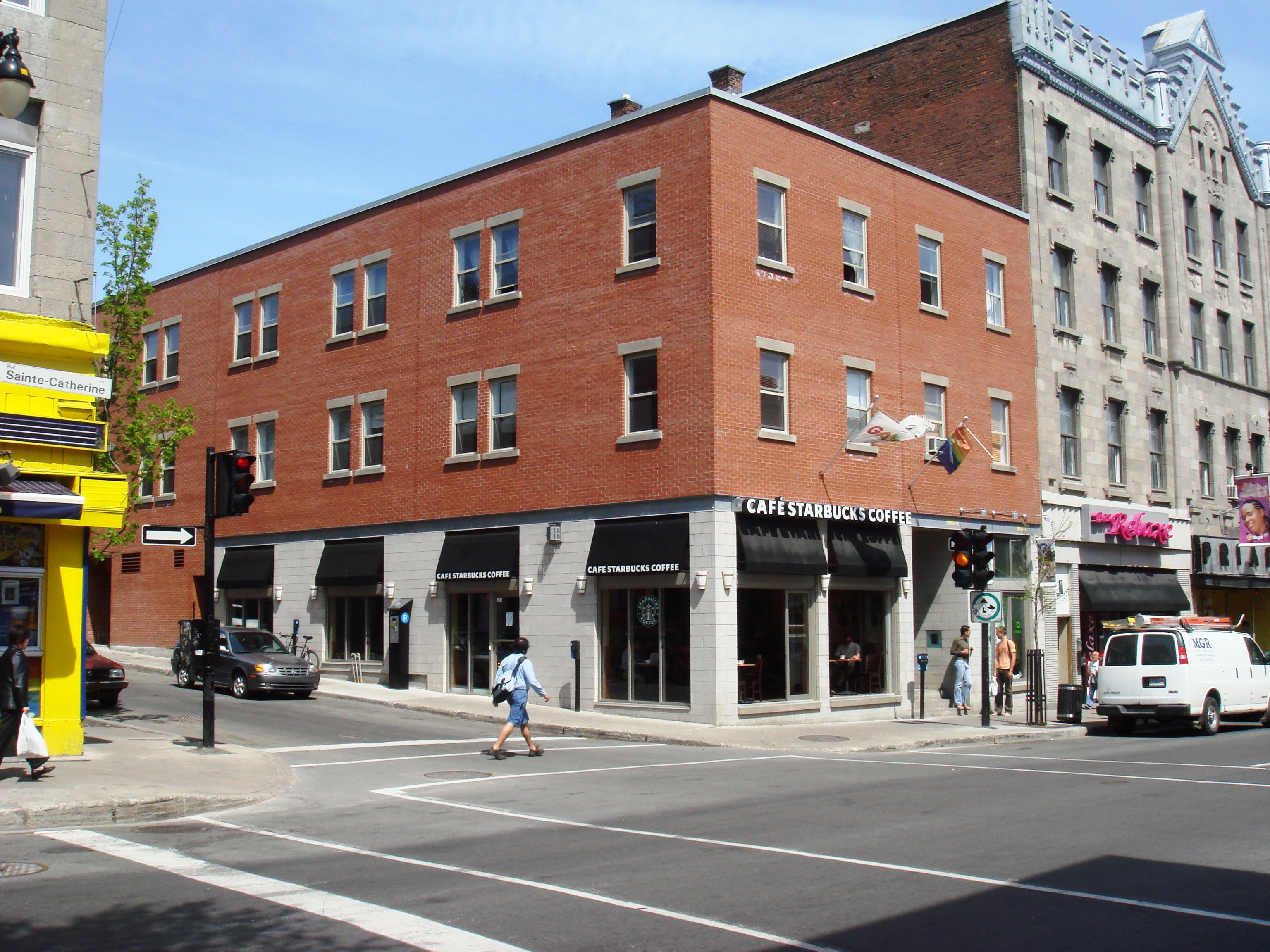
Les détaillants Starbucks au Québec étaient autrefois franchisés. La plupart ont cependant été rachetés en 2008, comme celui-ci à Montréal.

## Organisation
Le siège de Starbucks est à Seattle, dans l'État de Washington.  Les membres du comité de direction actuel sont : Howard Schultz (Ancien PDG), Kevin Johnson (PDG actuel), William Bradley, Mary Dillon, Robert Gates, Mellody Hobson, Joshua, Cooper Ramo, Clara Shih, Javier Teruel, Myron Ullman III, Craig Weatherup, Rosalind Brewer, Jorgen Vig Knudstorp et Satya Nadella,. 
Starbucks U.S. Brands, LLC, est une entreprise détenue par Starbucks qui détient des droits sur plus de 120 brevets et marques déposées de Starbucks Coffee Company. Elle a son siège au 2525 Starbucks Way à Minden, dans le Nevada.

### Présence internationale

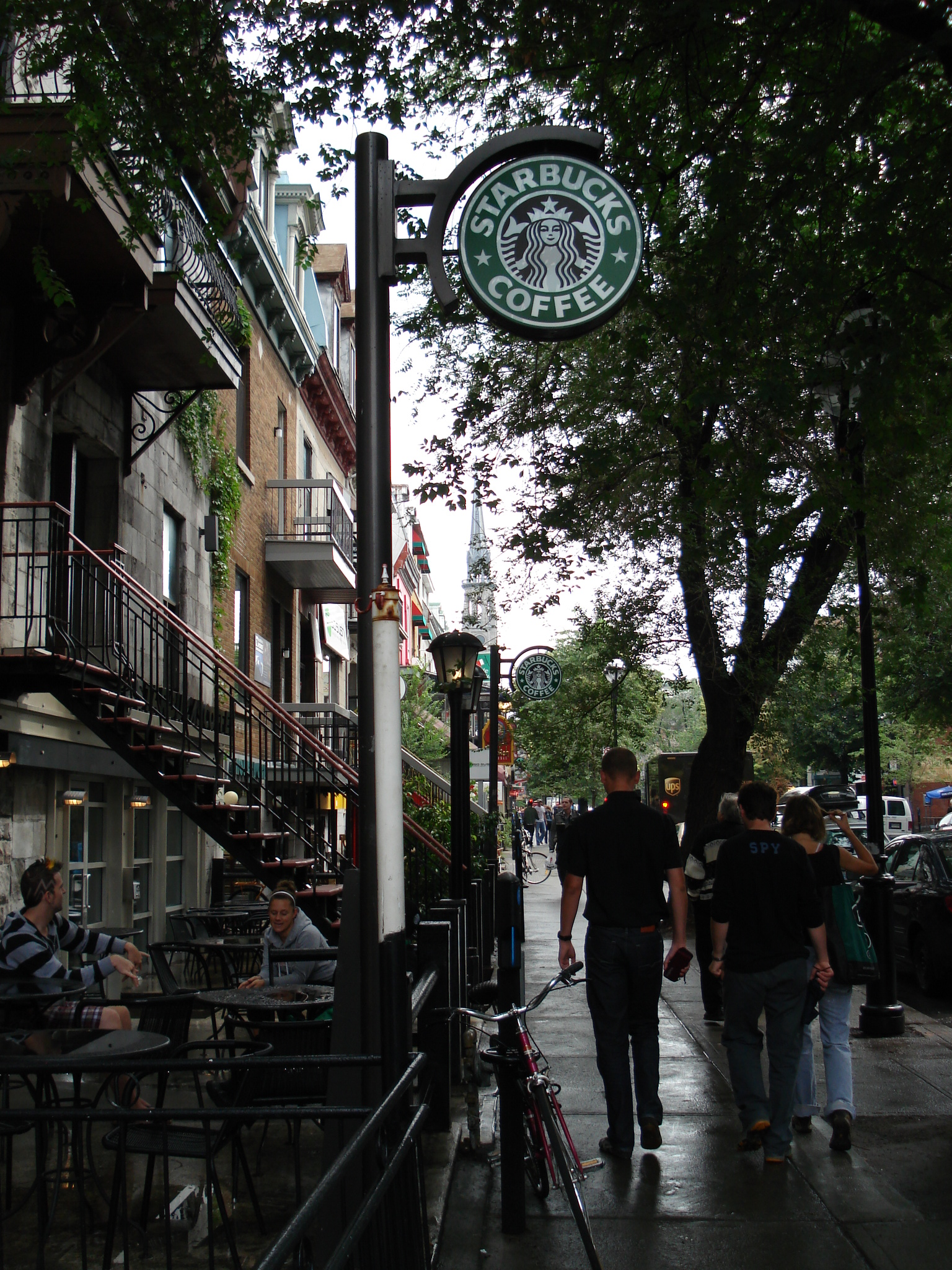
Enseigne Starbucks Coffee à Montréal.

En 2018, Starbucks déclare être présent dans 77 pays et territoires. 

### Propriété et franchise
Starbucks est propriétaire en propre de 51 % des cafétés[Quoi ?], tandis que 49 % sont des franchises. Mais cette répartition n'est pas égale dans toutes les zones géographiques :
- sur le continent américain (États-Unis, Canada, Amérique Latine), 58 % sont détenus en propre et 42 % en franchise ;
- en Asie, 44 % en propre, 56 % en franchise ;
- en Europe/Afrique/Moyen-Orient, 80 % sont franchisés.

| Pays        | en propriété         | en franchise |
| ----------- | -------------------- | ------------ |
| Italie      | 0                    | 22           |
| États-Unis  | 7900                 | 5292         |
| Brésil      | 104                  | ?            |
| Mexique     | ?                    | 563          |
| Canada      | 1035                 | 364          |
| Chine       | 1272                 | 1110         |
| Japon       | 1140                 | ?            |
| Thaïlande   | 273                  | ?            |
| France      | 120[réf. nécessaire] | ?            |
| Royaume-Uni | 366                  | 532          |
| Turquie     | ?                    | 314          |

### Ressources humaines
Chez Starbucks, les employés sont des « partenaires », un titre plus valorisant et plus impliquant que « employé polyvalent ». Aux États-Unis, les syndicats ne sont pas représentés au sein de l'entreprise, mais aux côtés de Costco et Whole Foods, Starbucks déclare opérer un lobbying actif dans le but de parfaire et de faire passer la Employee Free Choice Act, une loi qui favoriserait l'intégration de responsables syndicaux au sein des entreprises[source insuffisante].
Les conditions de travail chez Starbucks Allemagne ont été dénoncées par le journaliste d'investigation Günter Wallraff dans le sixième chapitre de son livre Parmi les perdants du meilleur des mondes. La politique de ressources humaines dans les enseignes Starbucks a fait l'objet de plusieurs critiques (voir #critiques).
En juin 2017, la chaîne Starbucks embauche 2 500 réfugiés dans ses cafés en France et en Europe.
À la suite de la polémique enclenchée après que Starbucks a été accusé de discrimination raciale, tous les cafés Starbucks des États-Unis sont fermés le 29 mai 2018, et le personnel (175 000 personnes) suit une formation destinée à la lutte contre le racisme.
Deux établissements Starbucks de Buffalo votent en décembre 2021 pour la création d’un syndicat, le premier dans l'histoire de l'entreprise, alors que les faibles salaires et les cadences intenses sont contestés par les employés. Starbucks a tenté de faire échouer ce vote en lançant une bataille juridique, en envoyant un grand nombre de cadres dans la région pour superviser les équipes et tenter de convaincre les employés hésitants de voter non, ainsi qu'en augmentant les salaires les plus bas. Des employés cherchant à créer un syndicat sont licenciés en février 2022 d’un café de la chaîne à Memphis.

## Produits

### Boissons
La gamme des boissons préparées dans les enseignes Starbucks utilise dans certains marchés des désignations maison pour leurs tailles :
| États-Unis et Canada anglophone | Québec           | France           | Volume                    | Boissons chaudes     | Boissons glacées     |
| ------------------------------- | ---------------- | ---------------- | ------------------------- | -------------------- | -------------------- |
| Short                           | Piccolo          | Short            | 8 onces liquides (236 ml) | 8 onces (236 ml)     | 8 onces (236ml)      |
| Tall                            | Mezzo            | Tall             | 12.22 onces (354 ml)      | 12.22 onces (354 ml) | 12.22 onces (354 ml) |
| Grande                          | Grande           | Grande           | 16.66 onces (473 ml)      | 16.66 onces (473 ml) | 16.66 onces (473 ml) |
| Venti                           | Venti            | Venti            | 20 onces (591 ml)         | 20 onces (591 ml)    | 26 onces (769 ml)    |
| Trenta                          | Québec seulement | Québec seulement | 30 onces (887 ml)         | N'existe pas         | 30 onces (887 ml)    |

### Tasses
Starbucks propose également sur ses lieux de vente des produits complémentaires à la consommation de café : tasses, cafetières, objets décoratifs. Pour générer de l'intérêt autour de la vente de ses tasses, Starbucks a lancé le concept du City Mug[source insuffisante].

## Le «troisième lieu»
- Inspiré par l’idée du « tiers lieux » développé par le sociologue Ray Oldenburg dans son livre The Great Good Place, paru en 1989, ce concept du « troisième lieu » a été repris à des fins de marketing par l’entreprise Starbucks. À l’origine, ce concept n’était réservé qu’aux espaces de co[46]working avec une dimension d’enjeux citoyens, de dynamique de coopération et de co-construction. Cet aspect a été repris et élargi au grand public par la multinationale, pour promouvoir un lieu qui s'adresse à différents types de consommateurs, qu'il s'agisse de personnes dites de passage, de nomades ou de résidents, la firme se revendique comme inclusive. En ce sens, les locaux offrent généralement de multiples espaces, que ce soit des zones silencieuses, des salles de réunion, des espaces informatiques ou des coins plus isolés[47].
- Howard Schultz définit dans sa biographie sa vision de Starbucks comme « un troisième lieu » (a third place), en plus de ceux que représentent le domicile et le lieu de travail. Le dirigeant de la chaîne veut créer un endroit familier et confortable, à l'instar des cafés français et viennois, les pubs anglais et irlandais et les brasseries allemandes. Il veut également y instiller un goût de rêve, un confort accessible, un statut d'oasis social et un endroit facilitant l'interaction informelle[48].
- Dans la comédie romantique Vous avez un mess@ge, la chaîne bénéficie d'un placement produit généreux à travers le film. La réalisatrice Nora Ephron reprit d'ailleurs dans un entretien en marge du film la définition d'Howard Schultz des magasins Starbucks comme « un troisième lieu ». Le personnage de Tom Hanks, le dirigeant d'une grande chaîne de librairies causant la fermeture d'un petit commerce de quartier, explique le succès de Starbucks de la façon suivante :

« Le seul but d'endroits comme Starbucks est de permettre aux gens indécis de prendre six décisions d’un seul coup simplement pour acheter un café. Court, grand, décaf, léger, noir, avec crème, sans crème, etc. Les personnes qui n’ont donc aucune idée de ce qu’ils sont, peuvent, pour seulement 2,95 dollars s’offrir non seulement une tasse de café, mais, une définition absolue de soi : grand ! décaf ! capuccino! »

- Paradoxalement, le décor des cafés Starbucks, visant à établir une atmosphère de confort, est souvent critiquée par l'uniformisation impersonnelle qu'elle suppose. Dans le roman de Nick Hornby Vous descendez ? (A Long Way Down), les personnages principaux se retrouvent régulièrement dans une enseigne Starbucks de Londres. L'un d'entre eux, Jess, une lycéenne rebelle, ridiculise l'anti-corporatisme de l'un des personnages :

« Les gens n'arrêtent pas de critiquer les endroits comme Starbucks en les accusant d'être impersonnels et tout ça, mais et alors, si c'est ce qu'on recherche ? [...] J'aime savoir qu'il y a des endroits spacieux sans fenêtres où tout le monde se fout de vous. Il faut avoir de l'assurance pour aller dans des petits endroits avec des habitués, des petites librairies et de petits magasins de disques et des petits restaurants et des cafés. Je me sens mieux au Virgin Megastore et à Borders et à Starbucks et à PizzaExpress, où tout le monde se fout de qui je suis, et où personne ne sait qui je suis. Ma mère et mon père n'arrêtent jamais de dire à quel point ces endroits manquent d'âme [...] C'est ça leur intérêt. »

Les magasins Starbucks américains vendent désormais, en plus de machines à cafés et d'ustensiles divers, une sélection de CD musicaux produits ou coproduits par Starbucks.

## Logo
Le logo initial de Starbucks est une sirène inspirée d’une gravure sur bois scandinave du XVe siècle, avec de longs cheveux de chaque côté, la poitrine dénudée, tenant sa double queue. Il est inspiré de la sirène de l'art roman, symbolisant la luxure,. En 1987, Howard Schultz qui a racheté les magasins Starbucks, modifie le logo : il remplace la couleur marron inspirée par la gravure par un vert bouteille, un noir et du blanc, et les cheveux sont rallongés afin de masquer la poitrine, technique marketing pour ne pas choquer le public visé par l'entreprise qui compte se développer dans les grandes villes américaines.
En janvier 2011, Starbucks dévoile son nouveau logo où le nom de l'enseigne disparaît. Les avis négatifs se multiplient et de nombreux clients mécontents appellent la chaîne de café à faire marche arrière. La communauté du net s'agite, et de nombreux commentaires dégradants sont par exemple postés sur le site officiel du groupe : « Quel est le crétin au sein de votre département marketing qui a eu l’idée de retirer le nom mondialement célèbre de Starbucks Coffee sur votre nouveau logo ? » Mais la société affirme ne pas vouloir faire machine arrière.

Logo utilisé entre 1992 et 2011.
Logo utilisé depuis 2011.

## Concurrence
Starbucks compte de nombreux concurrents. Starbucks a fait l'acquisition de certains concurrents comme Seattle's Best ou Pasqua Coffee, mais de nombreuses autres marques sont apparues entretemps. Son frère ennemi Peet's, introduit en bourse en 2001, est également distribué dans les grandes surfaces, et les sociétés Folgers et Nestlé proposent désormais du café de spécialité ou des mélanges signature.
Dans le domaine de la restauration, Starbucks doit également faire face à des chaînes régionales comme Peet's ou The Coffee Bean & Tea Leaf aux États-Unis ou Tim Hortons et Second Cup au Canada, mais aussi à des concurrents indirects comme Dunkin' Donuts, et, plus récemment, Burger King et McDonald's avec son McCafé, qui se sont repositionnés en offrant du café de spécialité et des boissons à base d'espresso à des prix compétitifs, jouant souvent sur une image plus accessible et terre-à-terre que celle de Starbucks.
La démocratisation de l'espresso et des cafés de spécialité s'est également accompagnée de la part des consommateurs nord-américains d'un engouement pour les machines à café, notamment à espresso. Les systèmes Nespresso de Nestlé, Senseo (un système développé par Douwe Egberts, du groupe Sara Lee, et le fabricant Philips) et Tassimo du groupe Kraft Foods s'affrontent depuis le début des années 2000 pour proposer des machines à espresso à capsules, et Starbucks a lancé en 2006 ses Starbucks Espresso Pods, des doses d'espresso destinées aux machines compatibles avec le format Easy Serving Espresso afin d'être présente sur ce marché.

## Actionnaires
Liste des principaux actionnaires au 18 mars 2024 :
| The Vanguard Group              | 9,533 % |
| BlackRock Fund Advisors         | 6,786 % |
| State Street Corporation        | 4,15 %  |
| Geode Capital Management        | 2,017 % |
| Eaton Vance (en)                | 1,999 % |
| Howard Schultz                  | 1,925 % |
| Merrill Lynch International     | 1,888 % |
| RBC Private Counsel (USA), Inc. | 1,731 % |
| Wells Fargo Bank                | 1,446 % |

## Critiques
En août 2018, une enquête documentaire diffusée sur Arte souligne des pratiques discutables en matière de ressources humaines, commerce équitable et pollution.

### Tensions internes
Starbucks est souvent critiquée par certains groupes pour ses pratiques vis-à-vis de son personnel, même si l'entreprise est par ailleurs souvent saluée pour avoir été la première aux États-Unis à fournir à ses salariés à temps partiel une assurance maladie dès 1988. Il faut toutefois noter qu'« un grand nombre de travailleurs […ont vu dans ce pays…] leur durée de travail hebdomadaire limitée à 19h45, soit un quart d'heure sous le seuil à partir duquel l'employeur est obligé de déclarer son employé à la Sécurité sociale ».
Dès 1984, peu après l'acquisition de Peet's, l'entreprise voit ses employés mécontents se regrouper en un syndicat — la plupart des membres le quitteront en 1987 lorsque l'entreprise fusionne avec Il Giornale (le syndicat continuera à représenter les employés torréfacteurs et manutentionnaires jusqu'en 1992).
Le 20 mars 2008, un juge de la Cour supérieure de San Diego condamne Starbucks à verser des dommages s'élevant à plus de 100 millions de dollars aux baristas ayant travaillé pour la chaîne depuis octobre 2000. La pratique au sein de l'entreprise consistait en effet à attribuer aux superviseurs une partie des pourboires laissés par la clientèle. La cour, estimant que les superviseurs jouent le rôle de responsables, a condamné la pratique, illégale en Californie.

### Produits et emballages
Les noms attribués aux différentes tailles de boissons Starbucks sont le sujet de plaisanteries sans fin. L'usage des mots italiens grande et venti est souvent source de confusion, ainsi que la désignation de tall pour la boisson la plus petite.
Les détracteurs de Starbucks accusent parfois la chaîne de « brûler » ses grains — cette accusation est aussi parfois entendue à l'égard du café de Peet's. Il s'agit généralement d'une critique portant uniquement sur les procédés de torréfaction pour les niveaux noirs et mi-noirs (torréfaction française, ou French Roast, et italienne), couramment utilisés pour les espressos ou cafés forts, mais auxquels certains palais américains préfèrent des niveaux de torréfaction plus légers, ou des cafés parfumés à la noisette ou à la vanille. Dans un test effectué par Consumer Reports en 2007, la majorité des consommateurs préféraient le café de McDonald's à celui de Starbucks, au goût jugé trop « amer » et « brûlé ».
La tasse en carton contenant les boissons achetées à emporter provoque également des grognes d'utilisateurs : la tasse n'est pas complètement étanche, ce qui peut facilement provoquer des taches, voire des brûlures.
En 2018, Starbucks annonce abandonner des pailles en matière plastique d'ici 2020. Dans cet exemple d'écoblanchiment, la multinationale évite de parler du fait qu'elle utilise chaque année 4 milliards de gobelets non recyclables (problématique en termes de quantité de déchets et de pollution plastique).
En 2020, l'enseigne devrait avoir des pailles en papier, des couvercles comme ceux des boissons chaudes pour les thés glacés, et devrait également vendre des kits de pailles en inox.
Depuis quelques années, Starbucks vend des gobelets réutilisables (allant de 1,50 à 3 € l'unité) qui donne droit à une réduction de 30 centimes sur la boisson.

### Mondialisation et omniprésence

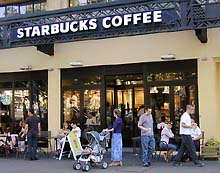
Magasin Starbucks près du carrefour de l'Odéon, à Paris.

La croissance rapide de Starbucks au niveau international symbolise pour certains la mondialisation de l'économie et en fait une cible idéale pour certains partisans de l'antimondialisation ou de l'altermondialisme. De nombreux magasins de la chaîne ont été vandalisés lors des manifestations de 1999 à Seattle concernant l'Accord général sur les tarifs douaniers et le commerce (GATT), et à nouveau l'année suivante. Dans le film Fight Club, en dehors du fait qu'un café présenté dans l'emballage caractéristique de la marque apparaît brièvement (3 min 49 s), un groupe radical détruit un café situé au rez-de-chaussée d'un immeuble de bureaux dont l'enseigne ressemble à celle de Starbucks. Les magasins Starbucks restent régulièrement la cible de vandalisme,.
L'omniprésence des enseignes Starbucks dans certaines régions du monde contribue évidemment à ce sentiment d'opposition — dans certaines villes américaines, il existe des magasins Starbucks de chaque côté de la même rue. En Amérique du Nord, certains points de vente sont situés à l'intérieur de supermarchés, de banques ou de librairies. La situation géographique de certaines enseignes n'est pas toujours bien reçue, comme celle ouverte en 2000 au sein de la Cité interdite de Pékin, qui est la cible d'une pétition organisée par des médias chinois.
L'image négative de Starbucks comme une pieuvre omnipotente est utilisée de façon humoristique dans la comédie satirique de Mike Myers, Austin Powers, où le méchant Dr. Evil siège du haut de la Space Needle, estampillée de l'enseigne Starbucks, une marque dans laquelle il aurait investi à l'époque où elle n'était qu'« une petite entreprise de café de Seattle. »
Dans l'épisode intitulé Un Homer à la mer des Simpson, Bart veut se faire percer l'oreille et se rend au centre commercial de Springfield dans lequel on peut voir s'ouvrir un magasin Starbucks. Lorsque Bart ressort de la bijouterie, toutes les enseignes du centre commercial représentent la marque Starbucks.
Dans le film d'Edgar Wright, Le Dernier Pub avant la fin du monde (2013), Simon Pegg déplore la « starbuckisation de la planète ».
L'auteur de BD Marc Bourgne déclare sur son site avoir pris un « malin plaisir » à faire exploser un Starbucks dans le tome 6 de sa série Frank Lincoln (2013).

### Évasion fiscale
En 2012 Starbucks, conspuée au Royaume-Uni pour ses méthodes d'optimisation fiscale (les filiales ne payent pas d'impôt sur les bénéfices grâce à leurs redevances versées à la maison-mère et à cette dernière qui leur prête deux fois plus cher qu'elle n'emprunte ; profits générés par les redevances et les intérêts des prêts comptabilisés non pas pour la maison-mère aux États-Unis, où ils seraient taxés à 35 % d’impôt fédéral, mais aux Pays-Bas, où se trouve le siège de Starbucks EMEA — Europe, Moyen Orient et Afrique — et où le taux d’impôts sur les bénéfices est de 25 %), renonce dans ce pays à ces pratiques et accepte de payer environ 20 millions de livres supplémentaires d'impôts les deux prochaines années.
En 2014, malgré un chiffre d'affaires de 80 millions d'euros, Starbucks ne paye pas d'impôt en France. C'était déjà le cas les années précédentes, alors que Starbucks est installé en France depuis 2004. En 2018, Starbucks n'a encore jamais payé d'impôts en France.

### Conflit avec Oxfam
En octobre 2006, Starbucks est accusé par l'ONG Oxfam, d'avoir fait pression auprès de l'Association Nationale du Café pour empêcher la labellisation de certaines graines de café éthiopien : Sidamo, Harar et Irgachefe. L'organisation exhorte alors la compagnie à signer un accord reconnaissant le droit de l’Éthiopie à délivrer une licence et à distribuer ses cafés de haute qualité. Après plusieurs mois d'une campagne qui mobilisa plus de 100 000 personnes, la société Starbucks et le gouvernement éthiopien parvinrent finalement à trouver un terrain d'entente.
En juin 2007, la société Starbucks et le gouvernement éthiopien annoncèrent la signature d'un accord mutuellement satisfaisant, concernant la distribution, la commercialisation et la labellisation, et reconnaissant l’importance et l’intégrité du café éthiopien. Voir : Oxfam International#Actions controversées

### Accusation de discrimination raciale et violation des droits civils
Le 12 avril 2018, à Philadelphie en Pennsylvanie, deux hommes noirs assis dans un café Starbucks ont été invités à quitter les lieux parce que ne consommant pas sur le moment. Devant leur absence de réaction, la direction du magasin a appelé la police qui les a menottés et emmenés. L'interpellation a été filmée par une cliente, mise en ligne sur Twitter où elle a été visualisée plusieurs millions de fois en quelques jours. Immédiatement le tweet fait le tour d'internet initiant un bad buzz. Dans le même temps une campagne anti-Starbucks se met en place autour du hashtag #BoycottStarbucks. Des manifestations ont lieu localement devant le magasin où se sont passés les faits.
Le 14 avril 2018, le président de Starbucks, Kevin Johnson, met en ligne un tweet d'excuse sur le réseau social et présente des excuses à la télévision. Il informe par ailleurs que l'employée à l'origine de l'appel à la police a été remerciée. Le rappeur T.I., considérant que de simples excuses sont insuffisantes, appelle au boycott de la marque Starbucks dans une interview à TMZ.
Il semblerait qu'un accord financier confidentiel ait été signé entre Starbucks et les deux hommes interpellés. La ville de Philadelphie a par ailleurs conclu un accord dans lequel elle s'engage à verser 200 000 dollars à destination des jeunes entrepreneurs et un dollar symbolique pour chacun des deux hommes interpellés,,,,,,,.
En juin 2023, un jury fédéral du New Jersey accorde 25,6 millions de dollars à une ancienne directrice de Starbucks qui a affirmé avoir été licenciée pour être blanche à la suite de l'arrestation des deux hommes noirs dans le magasin de Philadelphie. Le jury a décidé d'accorder à l'ex-gérante, Shannon Phillips, 25 millions de dollars de dommages-intérêts punitifs et 600 000 dollars de dommages-intérêts compensatoires après avoir conclu que Starbucks avait violé ses droits civils fédéraux et les lois du New Jersey interdisant la discrimination raciale. Dans les semaines qui ont suivi la vidéo et les critiques, Shannon Phillips avait été chargée par ses supérieurs de suspendre un directeur de district blanc qui supervisait les magasins autour de Philadelphie, même si, celui-ci n'était pas directement impliqué et ne supervisait pas le magasin où l'incident s'était produit. Elle a contesté que le directeur de district blanc soit impliqué, considérant qu'elle n'avait aucune raison basée sur les performances de le suspendre et a déclaré que le magasin en question était supervisé par un directeur de district noir qui ne faisait pas l'objet de mesures disciplinaires. Elle même avait été licenciée un an plus tard. Dans sa plainte initiale, Shannon Phillips soutenait que Starbucks « avait pris des mesures pour punir les employés blancs qui n'avaient pas été impliqués dans les arrestations, mais qui travaillaient dans et autour de la ville de Philadelphie, dans le but de convaincre la communauté qu'elle avait correctement répondu à l'incident. ».

### Boycotts
L'entreprise a fait l'objet de plusieurs boycotts. Les analyses de ces boycotts réalisées par le professeur d'histoire Bryant Simon montrent que « les actions des consommateurs sont facilement limitées par les prouesses du marketing et les mouvements habiles des marques multinationales, mais aussi par l'idée défendue par certains consommateurs que l'achat ou le non-achat est suffisant ».

#### Boycott dans le cadre du conflit isarélo-palestinen
À la suite de l'attaque du Hamas contre Israël le 7 octobre 2023, Starbucks s'est retrouvée au cœur d'une campagne de boycott pour son soutien supposé au génocide de la population de Gaza par l'armée israélienne. La conséquence financière de ce boycott reste difficile à évaluer précisément. Elle est parfois assimilée à tort comme la principale cause de la chute de la valeur marchande de l'entreprise estimée à 12 milliards de dollars en 20 jours, expliqué principalement par la grève massive de ses employés le 16 novembre 2023 afin d'exiger de meilleures conditions de travail. 